# Renato Magi

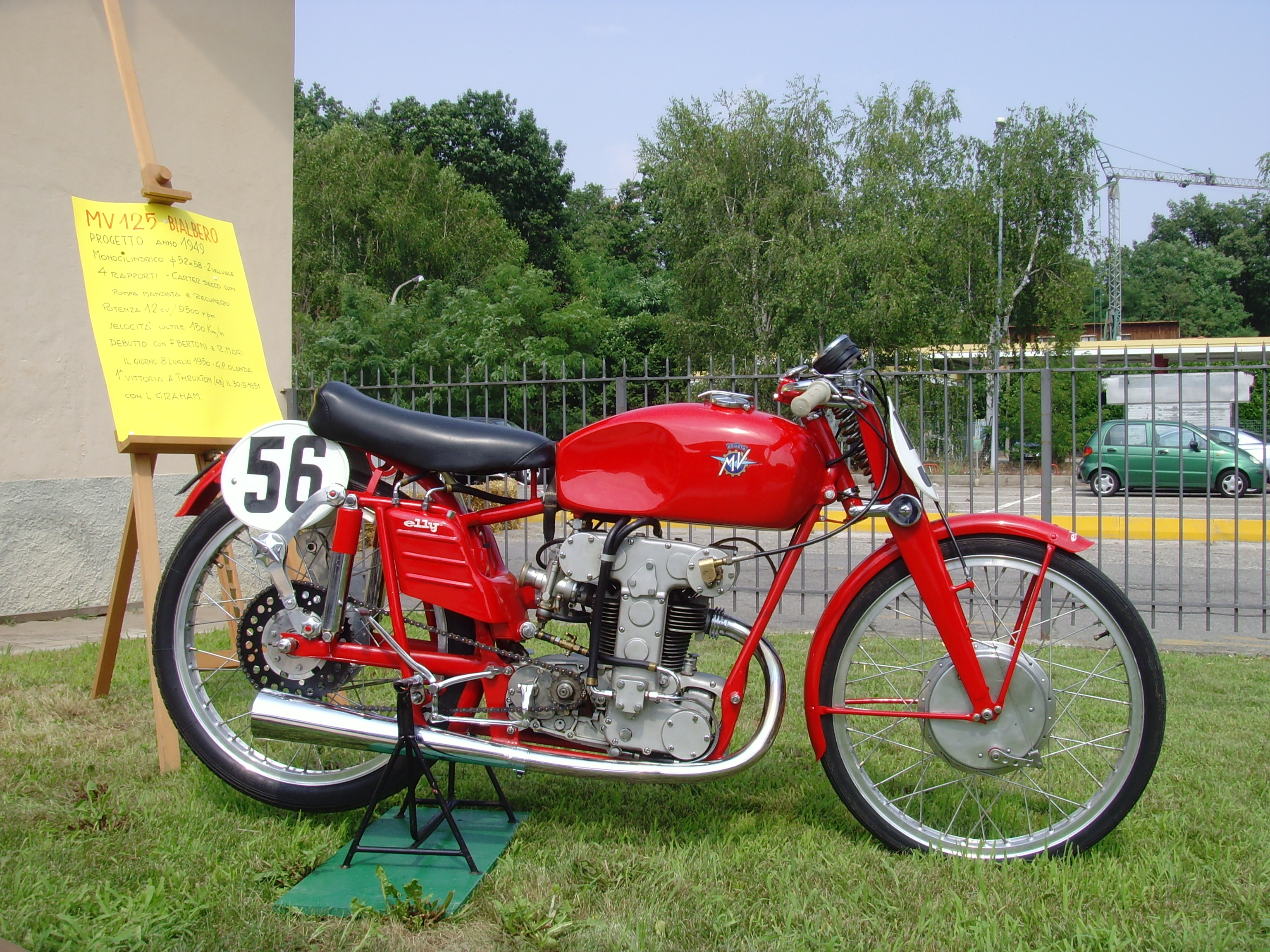
Eine MV-Agusta-125-Bialbero-Werksrennmaschine wie sie Magi bei der Dutch TT 1950 pilotierte

Renato Magi (* 1913 in Senigallia; † 17. April 1951 in Latina) war ein italienischer Motorradrennfahrer.

## Karriere
Renato Magi stammte aus Senigallia in der Provinz Ancona und lebte nach dem Zweiten Weltkrieg mit seiner Ehefrau und drei Kindern in Como. Er begann seine Laufbahn Mitte der 1930er-Jahre. Unter anderem gewann er 1936 und 1937 das Bergrennen Pontedecimo–Giovi auf Gilera. Als die Rennaktivitäten nach dem Zweiten Weltkrieg wieder aufgenommen wurden, fuhr er für Morini.
Im Jahr 1949 wurde von der FIM die erste Motorrad-Weltmeisterschaft ausgeschrieben und Magi startete für das Werksteam des bologneser Herstellers in der 125-cm³-Klasse. Beim ersten Achtelliter-Grand-Prix überhaupt, dem Großen Preis der Schweiz am 3. Juli 1949 in Bremgarten, belegte er hinter F.B Mondial-Pilot und Landsmann Nello Pagani Rang zwei. Beim Großen Preis der Nationen in Monza, dem dritten und letzten WM-Lauf der Saison, wurde er hinter Gianni Leoni (F.B Mondial) Teamkollege Umberto Masetti und Umberto Braga (F.B Mondial) Vierter und sicherte sich so hinter Weltmeister Pagani den zweiten Rang im Gesamtklassement der 125-cm³-Kategorie.
Zur Saison 1950 wechselte Magi zu MV Agusta, für die er Chef-Testfahrer war, anfangs in der Italienischen Meisterschaft und bei der Dutch TT in Assen auch an einem 125er-WM-Lauf antrat. Außerdem gewann er die Achtelliterkategorie des Rennens Milano–Taranto, das auf öffentlichen Straßen von Mailand bis Tarent entlang der Italienischen Halbinsel führte. Für die etwa 1.300 km, die an einem Stück absolviert wurden, benötigte Magi etwas mehr als 16 Stunden und 30 Minuten.

### Tödlicher Unfall
Renato Magi kam am 17. April 1951 in Folge eines bei Terracina, etwa 100 km südöstlich von Rom erlittenen Unfalls im Alter von 38 Jahren ums Leben. Das MV-Agusta-Team führte auf der Fettuccia di Terracina, einem eigens abgesperrten, knapp 15 km langen, schnurgeraden Teilstück der Via Appia Rekordversuche durch. Magi fuhr eine 125er-Maschine und ging um 9:10 Uhr auf einen Chilometro lanciato (fliegenden Kilometer). Bei etwa 180 km/h verlor er – möglicherweise ausgelöst durch eine seitliche Windböe – die Kontrolle über seine Maschine, die daraufhin über den Asphalt rutschte und Feuer fing. Magi wurde in die Luft geschleudert und prallte gegen einen Baum, wobei er sich ernste Schädelverletzungen sowie Rippenbrüche und einen Beinbruch zuzog. Er wurde von einem Polizeifahrzeug ins Krankenhaus nach Latina verbracht, wo er kurz nach der Einlieferung verstarb. MV Agusta brach die Rekordfahrten daraufhin ab.

## Verweise